# Eleonora Kaminskaitė
Eleonora Kaminskaitė z domu Ruokienė (ur. 29 stycznia 1951 w Stokliszkach, zm. 9 lutego 1986 w Kownie) – litewska wioślarka reprezentująca ZSRR, brązowa medalistka olimpijska oraz srebrna medalistka mistrzostw świata.

## Kariera
Wystąpiła na igrzyskach olimpijskich w Montrealu w 1976, gdzie wspólnie z Genovaitė Ramoškienė zdobyła brązowy medal w dwójkach podwójnych. W finale uplasowały się o 5,57 sekundy za osadą Bułgarii i o 2,07 sekundy za osadą NRD. Był to debiut tej konkurencji w programie olimpijskim. Jednocześnie był to jej jedyny start olimpijski.
Ponadto wspólnie z Ramoškienė w tej samej konkurencji zdobyła srebro na mistrzostwach świata w Hamilton (1978).
Jest absolwentką Litewskiego Uniwersytetu Sportowego w Kownie. Dwukrotnie zdobywała mistrzostwo ZSRR: w dwójce podwójnej w latach 1976 i 1978.